# Now What
Now What es el segundo álbum de estudio de la cantante estadounidense Lisa Marie Presley, publicado el 5 de abril de 2005. Fueron estrenados dos sencillos promocionales: «Idiot» y «Dirty Laundry».

## Lista de canciones
Todas las letras escritas por Lista Marie Presley, excepto «Dirty Laundry», escrita por Don Henley y Danny Kortchmar, y «Here Today, Gone Tomorrow», escrita por Joey Ramone. Los compositores de la música aparecen al lado de cada canción.
1. «I'll Figure It Out» (Linda Perry, Presley) – 3:28
2. «Turbulence» (Michael Lockwood, Presley) – 3:56
3. «Thanx» (Perry, Presley) – 4:26
4. «Shine» ft. Pink (Perry, Presley) – 4:10
5. «Dirty Laundry» (Don Henley, Danny Kortchmar) – 4:28
6. «When You Go» (Anthony Penaloza, Presley) – 4:11
7. «Idiot» (Perry, Presley) – 4:09
8. «High Enough» (Perry, Presley) – 4:36
9. «Turned to Black» ft. David Campbell) (Lockwood, Presley, Rosse) – 5:27
10. «Raven» (Perry, Presley) – 5:03
11. «Now What» ft. David Campbell (Perry, Presley) – 3:54
12. «Here Today, Gone Tomorrow» (Joey Ramone) - 2:57 (pista oculta)

## Recepción
En general, el álbum recibió reseñas mixtas por parte de la crítica musical. En Metacritic tiene una puntuación de 60 sobre 100. En una reseña para Entertainment Weekly, Jenny Williams elogió la versión de Presley de «Dirty Laundry» por ser «sensual» e ir acorde con su «fogosa personalidad», pero argumentó que el estilo vocal de Presley «no puede ganar la batalla contra la brillante producción del disco». Elizabeth Bromstein, del periódico Now de Toronto, lo consideró «bien construido y melódico pero, en última instancia, mediocre y cargado de emotividad downtempo», aunque destacó las versiones de «Dirty Laundry» y «Here Today, Gone Tomorrow». El crítico Stephen Thomas Erlewine lo prefirió sobre el álbum debut de la cantante, y nombró a «I'll Figure It Out», «Thanx» y «Shine» como sus temas favoritos del disco.